# 石人子乡
石人子乡，是中华人民共和国新疆维吾尔自治区哈密市巴里坤哈萨克自治县下辖的一个乡镇级行政单位。因辖区内有在清代发现的一尊北魏时期的石人像而得名。

## 地理
石人子乡位于巴里坤盆地东南部，东与红山农场毗邻，南以天山分水岭与伊州區为界，西与巴里坤鎮相邻，北和大河镇、红星一牧场相接。总面积276.37平方千米，海拔1 580～2 100米，乡政府设在三十里馆子村。
属温带大陆性冷凉干旱气候，多年平均气温1℃，1月平均气温零下16.9℃，极端最低气温零下41.4℃；7月平均气温18.9℃，极端最高气温35.0℃。平均气温年较差58.3℃。生长期年平均120天，无霜期年平均127天，年平均日照时数3 030.5小时。0℃以上持续期199.3天。年平均降水量230.5毫米，年平均降水日数113天。

## 歷史
石人子乡是清代巴里坤最早的屯田地之一，清乾隆以后逐渐形成高家湖、曹家庄、李家庄等。民国时期为永丰乡所辖。1950年隶属东区，1954年为石人子区，辖大泉湾、三十里馆子、石人子3乡。1956年为石人子乡，辖永进、永丰、建新3个高级社；1958年为卫星公社，同年10月与火箭公社（现花园乡）合并，取名卫星公社，1961年恢复原建制，改称石人子公社；文化大革命中改名胜利公社，1980年复名石人子公社；1984年建制为石人子乡。2010年，总人口3 379户8 693人，有哈萨克族665人、蒙古族637人、其他少数民族7人。

## 经济
2010年，石人子乡有耕地面积3 690.73公顷，以种植小麦、饲用玉米、冷凉性大路蔬菜为主。天然草场4.09万公顷，其中围栏草场666.67公顷，可打草场800公顷。地表年径流量达2 648.94万立方米，地下水提水量1 312.88万立方米，地表水引水量约2 051万立方米，实际用水量800万立方米；有机电井43眼。石人子乡与县城相邻，303省道贯穿而过，交通方便。2010年，有中小学3所，乡卫生院1所，村卫生室2所。

## 行政区划
石人子乡下辖以下地区：
三十里馆子村、石人子村、大泉湾村和韩家庄子村。

## 全国重点文物保护单位
- 石人子沟遗址群